# Julius Prüwer
Julius Prüwer (* 20. Februar 1874 in Wien, Österreich-Ungarn; † 8. Juli 1943 in New York City) war ein österreichischer Dirigent, Pianist und Hochschullehrer.

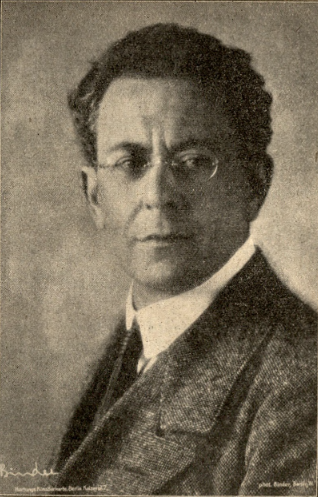
Julius Prüwer (1925), Fotografie von Alexander Binder

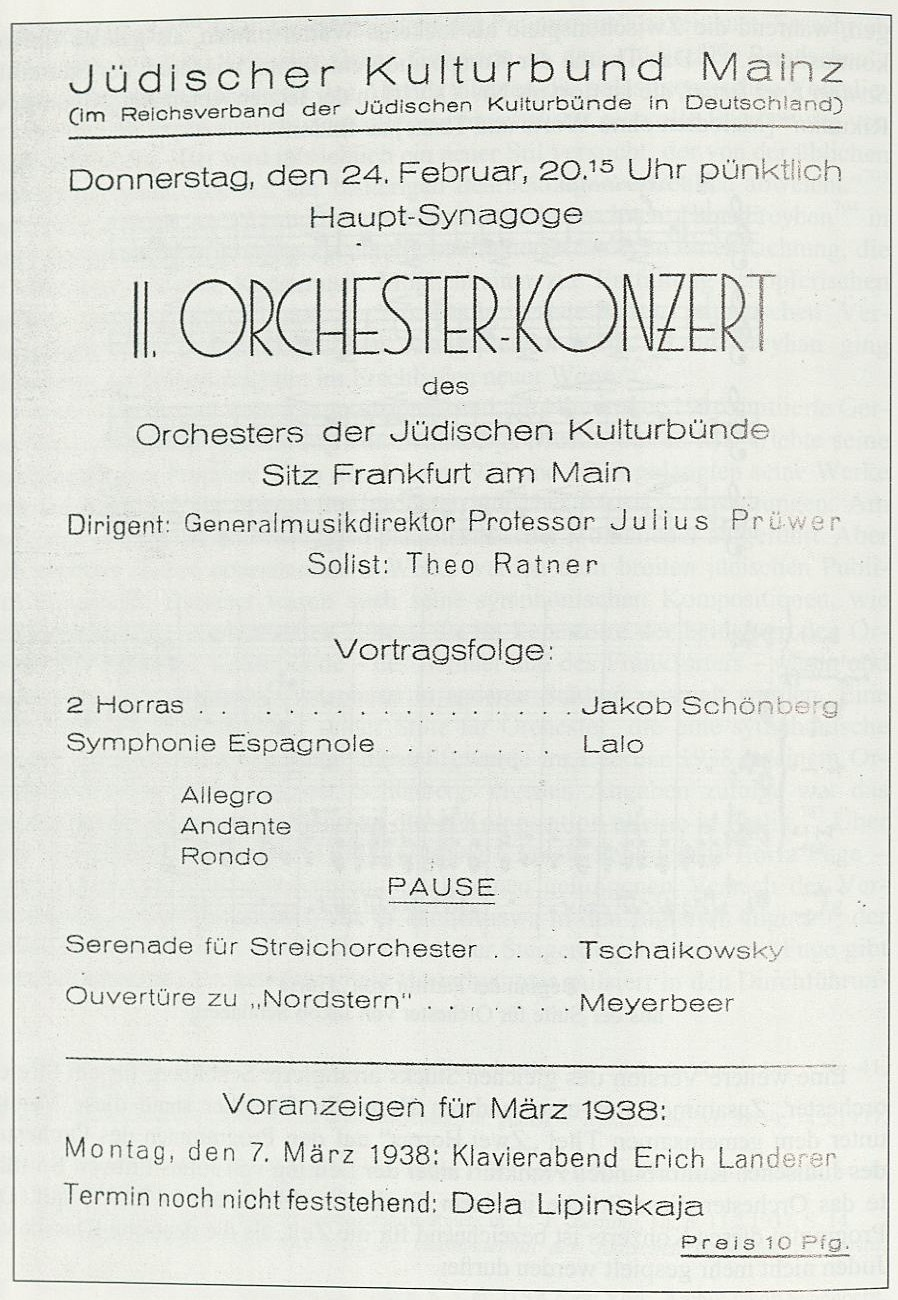
Konzert 1938

## Leben
Prüwer studierte von 1886 bis 1891 am Wiener Konservatorium Klavier bei Arthur Friedheim und Moriz Rosenthal und Musiktheorie bei Robert Fuchs, Franz Krenn und (privat) bei Johannes Brahms. Als Dirigent wurde er von Hans Richter ausgebildet und wirkte zunächst 1892/93 am Stadttheater Bielitz, 1893/94 am Stadttheater Esseg und 1894/95 an der Oper Köln. Von 1895 bis 1923 war er Kapellmeister am Stadttheater Breslau, von 1913 bis 1923 zudem Direktor der dortigen Oper. Unter anderem dirigierte er dort die deutsche Erstaufführung von Mussorgskis Boris Godunow und unternahm 1898 eine Tournee nach St. Petersburg, wo er die russische Uraufführung von Wagners Tristan und Isolde besorgte. 1902, 1904 und 1906 assistierte er Hans Richter bei den Bayreuther Festspielen. 1909 veröffentlichte er einen Musikführer zur Elektra von Richard Strauss.
Zu seinen Schülern zählten in Breslau Helmut Seidelmann und später in Berlin Ferdinand Leitner, Franz Allers und Antonia Brico.
1923/24 war Prüwer Generalmusikdirektor am Nationaltheater Weimar, dann von 1924 bis 1933 ordentlicher Professor an der Hochschule für Musik in Berlin. Hier war er für die Kapellmeisterausbildung zuständig und leitete das Hochschulorchester. 1925 wählten ihn die Berliner Philharmoniker  zum Dirigenten ihrer populären Konzerte, er dirigierte bis 1933 an mehr als 700 Abenden. 1933 verlor er aufgrund seiner jüdischen Herkunft seine Ämter. 1936 übernahm er das Sinfonieorchester des Jüdischen Kulturbunds in Frankfurt am Main und lehrte an der Jüdischen Privaten Musikschule Hollaender in Berlin. 1939 emigrierte er nach New York, lehrte dort später am College of Music und dirigierte das New York City Symphony Orchestra.
1907 heiratete er die Tänzerin Margarete Fichtner (1881–1961), lebte aber ab 1909 mit der Opernsängerin Fanchette Verhunc zusammen.

## Tondokumente
Von 1928 bis 1930 machte Prüwer zahlreiche Schallplattenaufnahmen für die Deutsche Grammophon Gesellschaft. Er begleitete bekannte Sängerinnen und Sänger bei Gesangsaufnahmen sowie den Pianisten Alexander Brailowsky in Klavierkonzerten von Frédéric Chopin und Franz Liszt und nahm, zumeist mit dem Philharmonischen Orchester Berlin, Orchesterwerke von Ludwig van Beethoven (Egmont-Ouvertüre), Johannes Brahms (Akademische Festouvertüre), Felix Mendelssohn Bartholdy, Franz Schubert (Unvollendete),  Johann Strauss (Sohn) und anderen auf.

2022 erschien die Doppel-CD Prüwer – the forgotten maestro, die 13 seiner Orchesteraufnahmen wieder verfügbar macht (Pristine Audio PASC 674).